# Montierchaume
Montierchaume is een gemeente in het Franse departement Indre (regio Centre-Val de Loire). De plaats maakt deel uit van het arrondissement Châteauroux. Montierchaume telde op 1 januari 2022 1.637 inwoners.

## Geografie
De oppervlakte van Montierchaume bedroeg op 1 januari 2022 37,2 vierkante kilometer; de bevolkingsdichtheid was toen 44 inwoners per km².

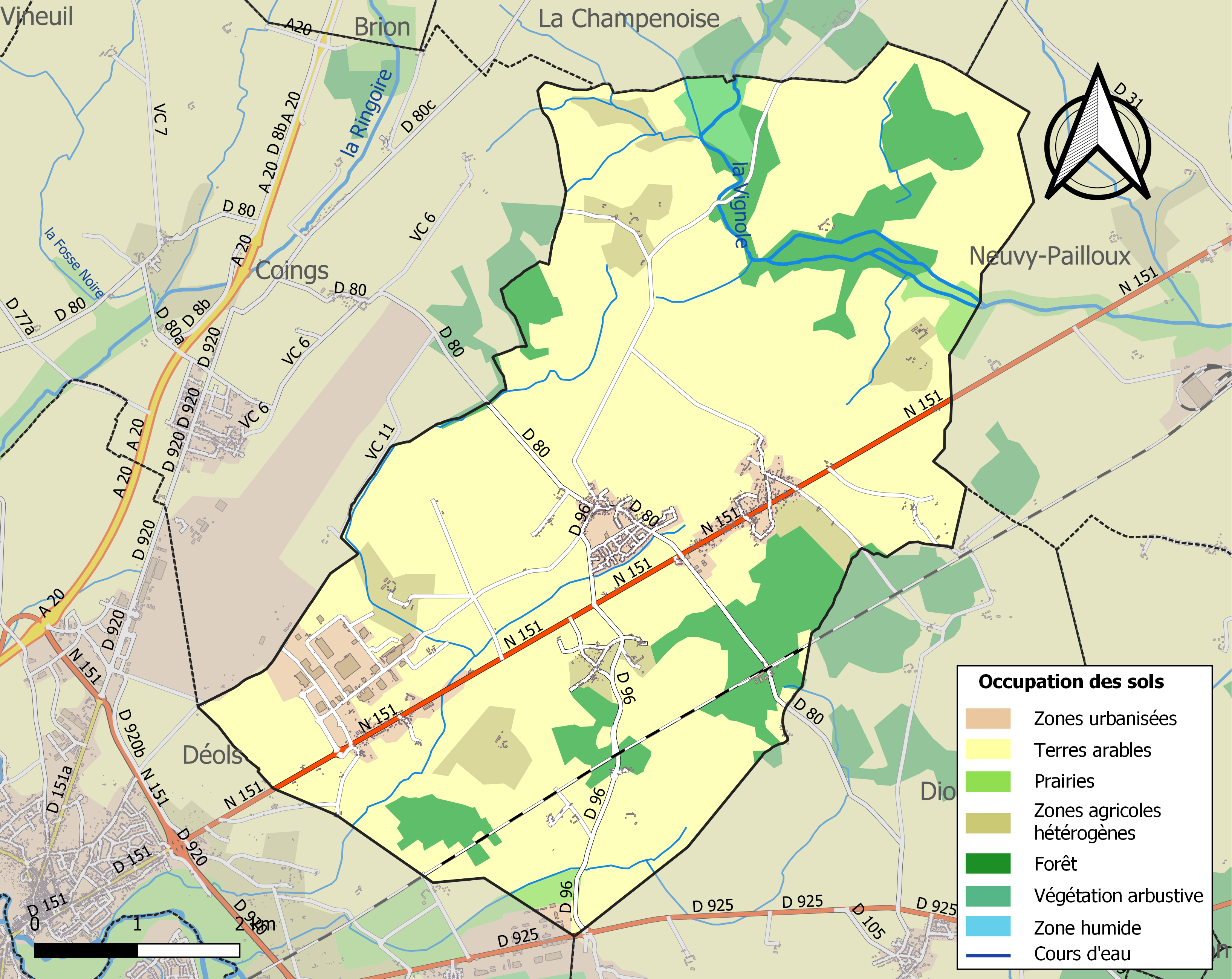
Kaart van de gemeente met belangrijkste infrastructuur, bodemgebruik en omliggende gemeenten

## Verkeer en vervoer
In de gemeente ligt het gesloten spoorwegstation Montierchaume.

## Demografie
Onderstaande figuur toont het verloop van het inwonertal (bron: INSEE-tellingen).